# Dubbel (bier)

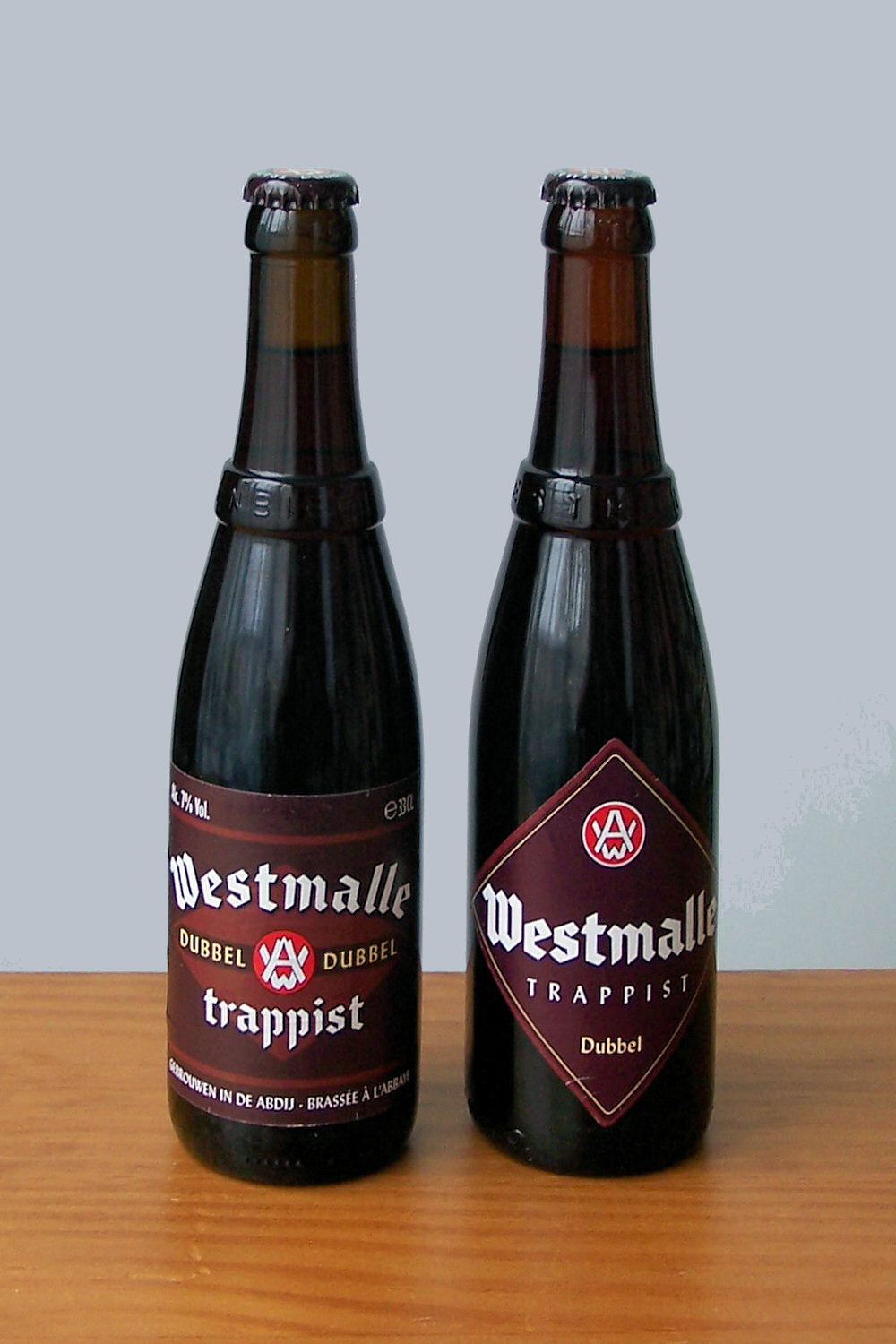
Westmalle Dubbel

Dubbel is een type bovengistend bier, gewoonlijk met een hergisting op fles, doch niet altijd het geval. De kleur is meestal middel- tot donkerbruin. 
Het van oorsprong Belgische biertype werd voor het eerst gemaakt door de Trappisten van Westmalle in 1856.
Hoewel Dubbel een hoger stamwortgehalte heeft dan blond trappistenbier, wil de naam niet zeggen dat het een verdubbeling is van de vergistbare suikers. Mogelijk heeft het te maken met het aantal merktekens op de vaten om onderscheid te kunnen maken.
Dubbel heeft een lager alcoholpercentage dan tripel; gewoonlijk rond 7%. Bekende dubbelbieren zijn onder andere:
Westmalle dubbel,
Hertog Jan Dubbel, Scheldebrouwerij Dulle Griet, 
't IJ Natte,
La Trappe Dubbel,
Ommegang Abbey Ale, 
Witkap Pater Dubbel,
Gerardus Wittems Kloosterbier Dubbel, 
Affligem Dubbel enz.